# Informatyka materiałowa
Informatyka materiałowa (ang. material informatics) to stosunkowo nowa interdyscyplinarna dziedzina badań, która łączy informatykę z inżynierią materiałowej i materiałoznawstwem w celu poprawy zrozumienia, wykorzystania, wyboru, rozwoju i odkrywania materiałów. Stawia sobie za cel szybkie i niezawodne pozyskiwanie, zarządzanie, analizę i rozpowszechnianie różnorodnych danych materiałowych w celu znacznego skrócenia czasu i ryzyka potrzebnego do opracowania, wyprodukowania i wdrożenia nowych materiałów, co zwykle trwa dłużej niż 20 lat.